# S. Cofré
| (1973) Colocolo                   | 18. Juli 1968 |
| (1974) Caupolican                 | 18. Juli 1968 |
| (1992) Galvarino                  | 18. Juli 1968 |
| (2028) Janequeo                   | 18. Juli 1968 |
| (2654) Ristenpart                 | 18. Juli 1968 |
| (4878) Gilhutton                  | 18. Juli 1968 |
| (5659) Vergara                    | 18. Juli 1968 |
| (8605) 1968 OH                    | 18. Juli 1968 |
| (17350) 1968 OJ                   | 18. Juli 1968 |
| (27655) 1968 OK                   | 18. Juli 1968 |
| (43722) Carloseduardo             | 18. Juli 1968 |
| - alle zusammen mit Carlos Torres |               |

S. Cofré ist eine chilenische Astronomin und Asteroidenentdeckerin.
Sie ist Mitarbeiterin der Universidad de Chile und entdeckte am dortigen Observatorium Cerro Roble im Jahre 1968 zusammen mit Carlos Torres insgesamt 11 Asteroiden.